# Coniopteryx (Xeroconiopteryx) topali
Coniopteryx (Xeroconiopteryx) topali is een insect uit de familie van de dwerggaasvliegen (Coniopterygidae), die tot de orde netvleugeligen (Neuroptera) behoort. 
Coniopteryx (Xeroconiopteryx) topali is voor het eerst wetenschappelijk beschreven door Sziráki in 1992.